# Ballodillium pilosum
Ballodillium pilosum is een pissebed uit de familie Armadillidiidae. De wetenschappelijke naam van de soort is voor het eerst geldig gepubliceerd in 1961 door Vandel.